# Charles Lapworth
Charles Lapworth (né le 20 septembre 1842 et mort à Birmingham le 13 mars 1920) est un géologue britannique du XIXe siècle né à Faringdon dans le comté de Berkshire. Il s'installe dans le sud-est de l'Écosse où il se marie en 1869.

## Biographie
À cette époque, la géologie de cette région est considérée comme une série de couches sur plusieurs kilomètres d'épaisseur sans changement particulier du point de vue des fossiles qui y sont découverts. Ces couches de roches sédimentaires sont constituées de grauwackes  intercalées avec des couches de schistes noirs de 150 à 200 mètres d'épaisseur. Les couches de schistes contiennent la plupart des fossiles, principalement des graptolites. On note peu de différences entre les fossiles dans les couches les plus basses et les plus hautes. À travers un travail patient de cartographie et une étude détaillée des graptolites, Lapworth montre que cet ensemble géologique est bien plus complexe qu'on ne le pensait. Ces couches géologiques sont en fait constituées de multiples répétitions de la même formation parfois simplement superposée, d'autres fois superposée et inversée. Cette thèse, d'abord accueillie avec scepticisme, finit par être acceptée.
En 1879, se fondant sur ses travaux antérieurs et sa connaissance de la géologie du Paléozoïque, il propose de séparer le Cambrien et le Silurien par un nouveau système : l'Ordovicien, clôturant ainsi le débat entamé 40 ans plus tôt sur l'appartenance de ces couches intermédiaires au Cambrien (thèse de Adam Sedgwick) ou au Silurien (thèse de Roderick Murchison).
Charles Lapworth est élu membre de la Geological Society of London en 1872 qui lui donne la médaille Wollaston en 1899. Il devient président de cette société en 1902. En 1888, il devient membre de la Royal Society et reçoit la médaille royale en 1891. À la fin de sa carrière, il est considéré comme l'un des leaders de la géologie britannique et reçoit de nombreuses autres récompenses et distinctions honorifiques.